# Krasis
Krasis (altgriechisch κρᾶσις – „Mischung“) ist insbesondere in der altgriechischen Grammatik die Zusammenziehung eines Vokals oder Diphthongs am Ende eines Wortes mit dem Anfangsvokal oder Anfangsdiphthong des nächsten Wortes. Sie ist von Kontraktion und Klise zu unterscheiden. Im Altgriechischen setzt die Krasis zwingend einen Hiatus voraus.

## Altgriechisch
Das im Griechischen zur Andeutung der Krasis über den Vokal des zweiten Teils gesetzte diakritische Zeichen heißt Koronis. Eine Ausnahme bilden Verbindungen mit ἑτέρος hetéros wie θᾱτέρου thatérou (aus τοῦ ἑτέρου toú hetérou).

### Beispiele
- καὶ ἔπειτα kaí épeita > κἄπειτα kápeita
- τὸ ἱμάτιον tó himátion > θοιμάτιον thoimátion (Hauchassimilation ohne Markierung der Krasis durch eine Koronis)

## Deutsche Beispiele
Im Deutschen wird regelmäßig – aber nicht immer – eine Präposition mit gewissen bestimmten Artikeln verschmolzen:
- in/an/bei/zu dem (Haus) > im/am/beim/zum (Haus)
- zu der (Tür) > zur (Tür)
- in/an/um/auf/für das (Haus) > ins/ans/ums/aufs/fürs (Haus)

Diese Formen werden korrekt ohne Apostroph geschrieben. Eine Verschmelzung findet nur mit Artikeln statt; Relativ- und Demonstrativpronomen weisen dieselben Formen wie bestimmte Artikel auf, werden aber nie verschmolzen. Es gibt keine konkreten Regeln, wann die Verschmelzung stattfindet. Sie ist in kaum einem Fall obligatorisch.
Umgangssprachlich werden in/an/bei/zu mit der insofern verschmolzen, als dass phonologisch der zu einem Schwa-Laut vermindert wird. Für solche Formen gibt es keine amtlichen Regelungen. Mögliche Schreibweisen sind inn’er oder in’r.
Oft wird umgangssprachlich das Wort es an das vorangegangene Wort angehängt:
- (Ich) bin es. > (Ich) bin’s.
- Das ist es! > Das ist’s.

In diesem Fall ist die Schreibweise mit einem Apostroph nach amtlichen Regelungen obligatorisch.
Besonders im dialektalen Sprachgebrauch werden Pronomen angehängt:
- Haben Sie es? > Haben Sie’s? > Haben’S’es?

## Englische Beispiele
Im Englischen werden oft und besonders umgangssprachlich die Wörter is, has, had, would, could, will, shall und not mit anderen Wörtern verbunden. Beispiele sind:
- is / was / were / has not > isn’t / wasn’t / weren’t / hasn’t /…
- Irregulärere Beispiele umfassen
- can not > cannot
- will not > won’t
- shall not > shan’t
- am not > ain't

Die Wörter is, has, will, had und would werden mit vorangegangenen Personalpronomen verbunden, indem alles bis auf ihre letzten Buchstaben apostrophiert wird:
- he is/has > he’s
- she/he will > she’ll / he'll
- it had/would > it’d

Oft können beide Ersetzungen durchgeführt werden. Dann sind je beide zulässig, jedoch nicht kombiniert:
- (s)he is not > (s)he’s not / (s)he isn't
- I am not > I'm not / I ain't
- it will not > it’ll not / it won't
- they will not > they'll not / they won’t

Die Wahl der Form erleichtert es, das unberührte Wort zu betonen. In der ersten und dritten Variante wird die Negation (not) betont, in der zweiten und vierten Form liegt der Fokus eher auf den Personen (she bzw. they).

## Französische Beispiele
- ça est > c’est
- de accord > d’accord
- je ai > j’ai
- la abeille > l’abeille

## Portugiesische Beispiele
Hier verschmilzt die Präposition a häufig mit dem femininen Artikel a oder Demonstrativa. Zur Andeutung wird ein à geschrieben.
- a aquele > àquele
- a a praia > à praia

## Spanische Beispiele
- Cama arena > Camarena
- de el > del
- a el > al

## Galizische Beispiele
- de o/a > do/da
- con o/a > có/cá
- de outro/outra > doutro/doutra
- a a praia > á praia

## Katalanische Beispiele
- de on > d’on
- de Holanda > d’Holanda
- Carles de Àustria > Carles d’Àustria
- màquina de escriure > màquina d’escriure

## Italienische Beispiele
Analog wie auf Deutsch, bei Präposition mit bestimmten Artikeln ohne Apostroph
- di + il/i/lo/la/l’/gli/le > del/dei/dello/della/dell’/degli/delle
- a + il/i/la/… > al/ai/alla/…
- da + il/i/la/… > dal/dalla/…
- su + il/i/la/… > sul/sui/sulla/…
- in + il/i/la/… > nel/nei/nella/…
- con + il > col (Via col vento = Vom Winde verweht)

jedoch ansonsten mit. In den genannten Listen ist l’ strenggenommen kein Artikel, wird aber in Lehrbüchern oft so behandelt. Konkret stellt l’ ein apostrophiertes lo oder la dar und kommt nur in Verbindung mit einem Wort vor, das phonetisch mit Vokal beginnt. Das Wort muss nicht das Nomen sein.
- lo angolo > l’angolo (der Winkel)
- lo hotel > l’hotel
- la anatra > l’anatra (die Ente)
- lo ultimo giorno > l’ultimo giorno (der letzte Tag)

Eine häufig anzutreffende Form ist c’è von ci + è mit der Bedeutung es gibt mit Singular (wörtlich: da ist, vgl. englisch there is). Weitere Formen nach diesem Schema sind:
- (Ce) ne + è (ancora …) > (Ce) n’è (ancora …), dt: Gibt es noch was vom …
- Ci + era / ci + erano (una volta …) > C’era / c’erano (una volta …), dt: Es war / es waren einmal …

Im Plural sind die Formen ci sono bzw. ne sono.
Das unbetonte indirekte Objektpronomen für die dritte Person Singular Maskulinum und die dritte Person Plural ist gli. Ist auch das direkte Objekt ein Pronomen und eines von lo, la, li oder le, wird gli mit dem direkten Objektpronomen durch den Bindevokal e verschmolzen: gli⋅e⋅lo/gli⋅e⋅la/… Das resultierende Wort wird ggf. apostrophiert. Das unbetonte indirekte Objektpronomen für die dritte Person Singular Femininum und Höflichkeitsform ist le bzw. Le. Auch in diesem Fall wird regelmäßig gli⋅e⋅lo/gli⋅e⋅la/… gebildet.
- Gli lo (consegno) > Glielo (consegno), dt: [Ich] (übergebe) es ihm/ihr
- (Te) lo ho (detto) > (Te) l’ho (detto), dt: [Ich] habe es (dir gesagt)
- Gli lo ho (dato) > Gliel’ho (dato), dt: [Ich] habe es ihm (gegeben)

Die letzte Form (gliel’ho) ist von der ersten (glielo) akustisch nicht zu unterscheiden.